# Claudio Coello
Claudio Coello (Madrid, 2 Março de 1642 – Madrid, 20 Abril de 1693) foi um pintor barroco espanhol. Coello é considerado o último grande pintor espanhol do século XVII.
Filho de Faustino Coello, famoso escultor português, foi pintor da corte de Carlos II. Trabalhou em muitas igrejas e edifícios públicos de Madrid, sendo a sua obra mais famosa a sacristia de El Escorial, que está repleta de retratos de padres e cortesãos.
Claudio Coello era de pais portugueses, mas nasceu em Madrid em 1642. Lá foi instruído na arte por Francisco Rizi, e executou ainda naquela escola um retábulo para o São Plácido de Madrid. A convivência com o pintor da corte, Juan Carreño de Miranda, proporcionou-lhe permissão para visitar a coleção real, onde fez seu maior avanço estudando as obras de Ticiano, Rubens e van Dyck. A sua amizade com José Jiménez Donoso, com quem estudou em Roma, não lhe foi menos vantajosa. Em conjunto com esse artista pintou afrescos em Madrid e Toledo, e executou o Arco do Triunfo para a entrada da Maria Luísa de Orleães, rainha de Espanha. Por estas pinturas tornou-se conhecido e foi contratado pela Arquidiocese de Saragoça em 1683. Foi nomeado pintor de Carlos II de Espanha, por quem foi contratado no Escorial.

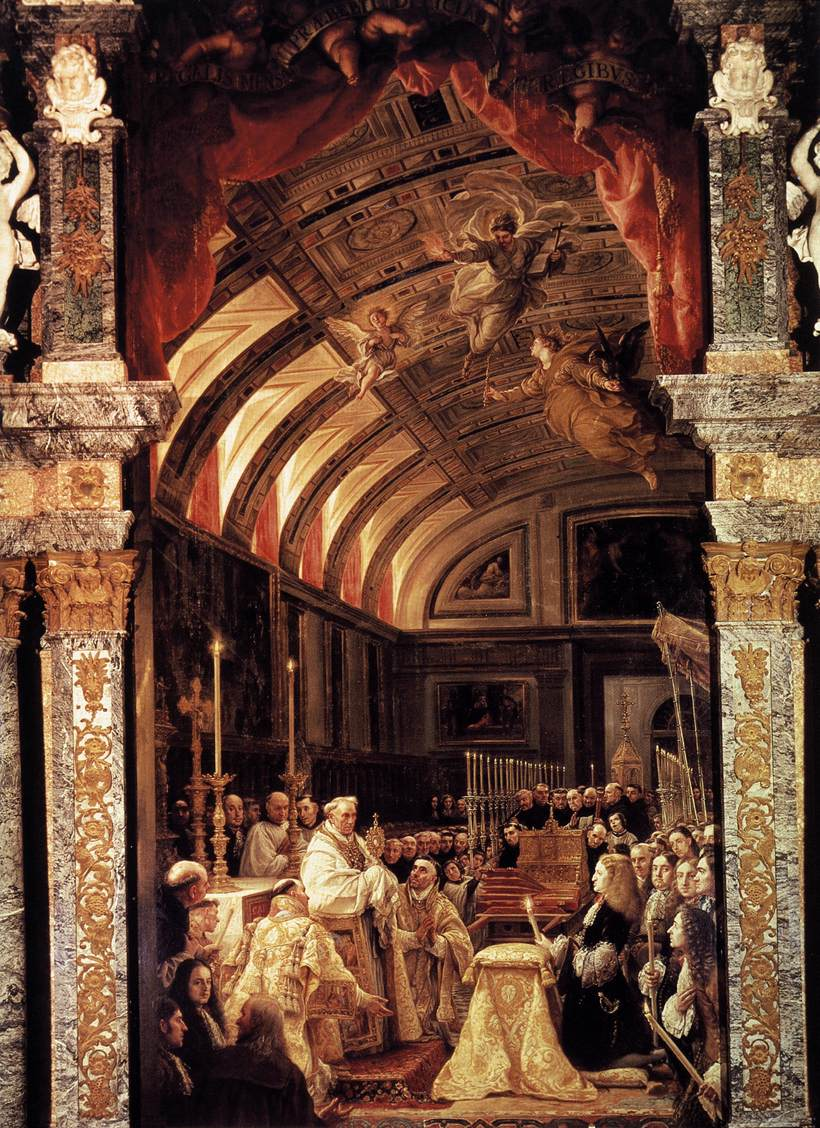
La Sagrada Forma, El Escorial

Coello foi o último pintor espanhol de destaque durante alguns anos, pois a partir do momento em que Luca Giordano foi convocado para a Espanha, a arte afundou gradativamente até a decadência. Muitos excelentes exemplos do seu trabalho podem ser vistos nas igrejas e conventos de Madrid, Saragoça e Salamanca. Mas a sua principal obra é o famoso retábulo da sacristia de São Lourenço, no Escorial, representando a Adoração da Hóstia Milagrosa. É uma composição imensa e ocupou o pintor durante sete anos.
Foi instrutor de Sebastián Muñoz e Teodoro Ardmans.

## Galeria

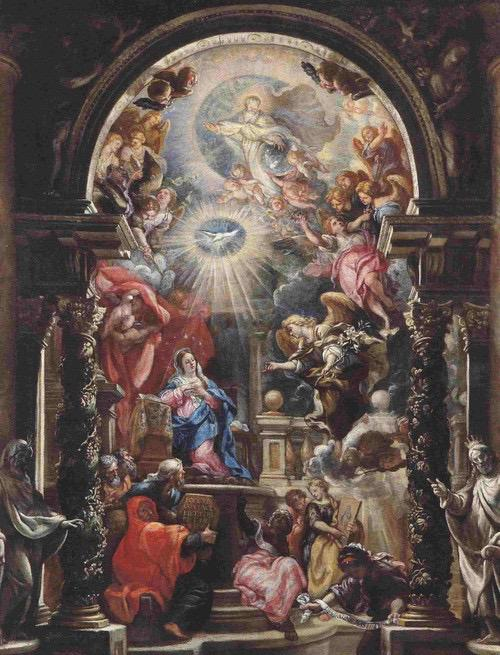
A Anunciação (1668)
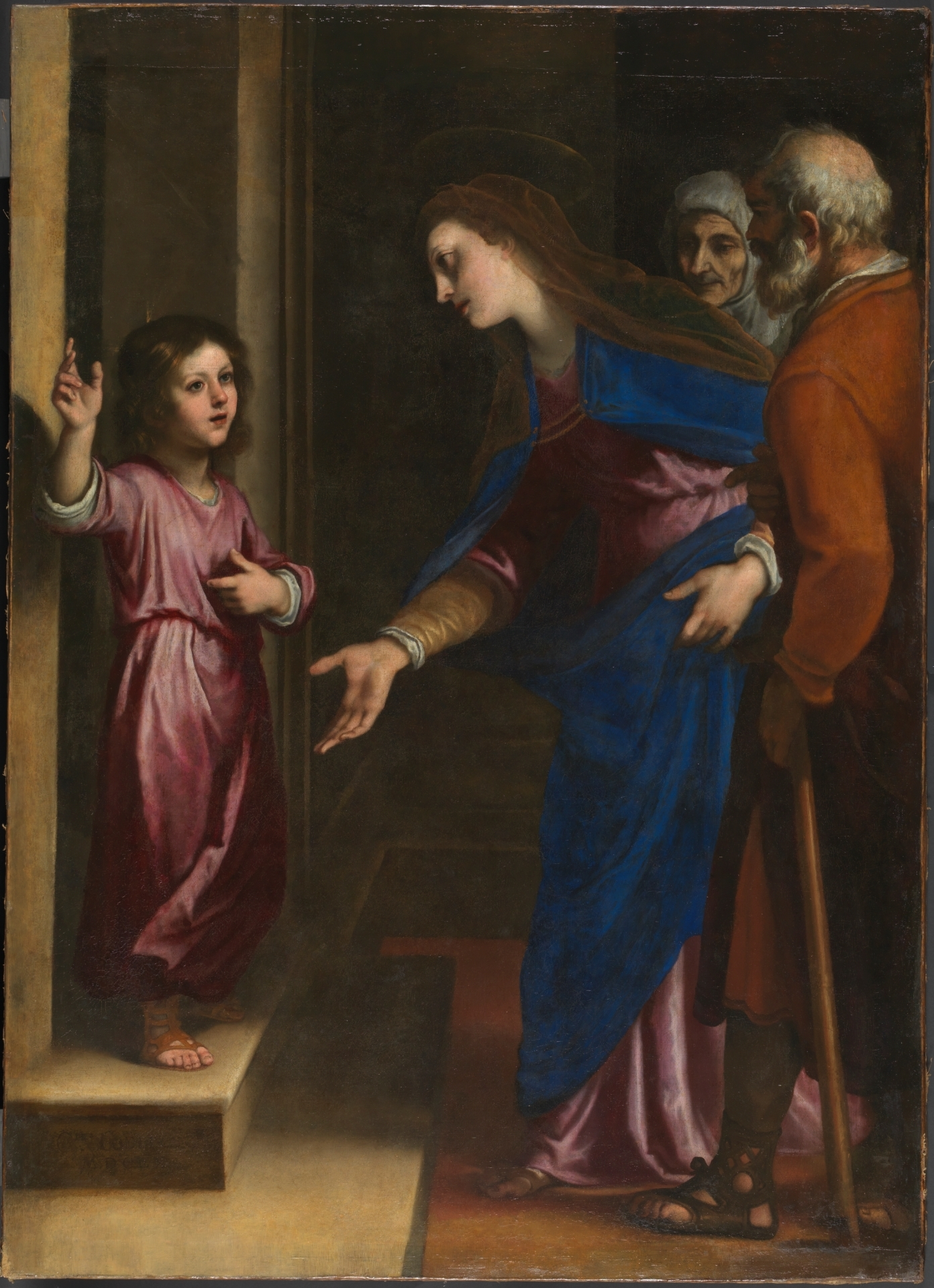
Menino Jesus na Porta do Templo (1660)
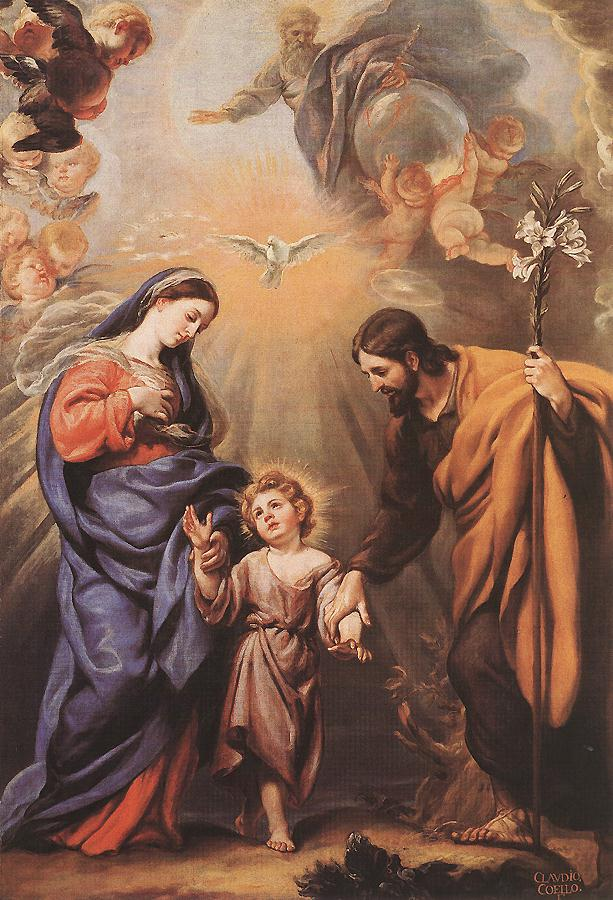
Sagrada Família
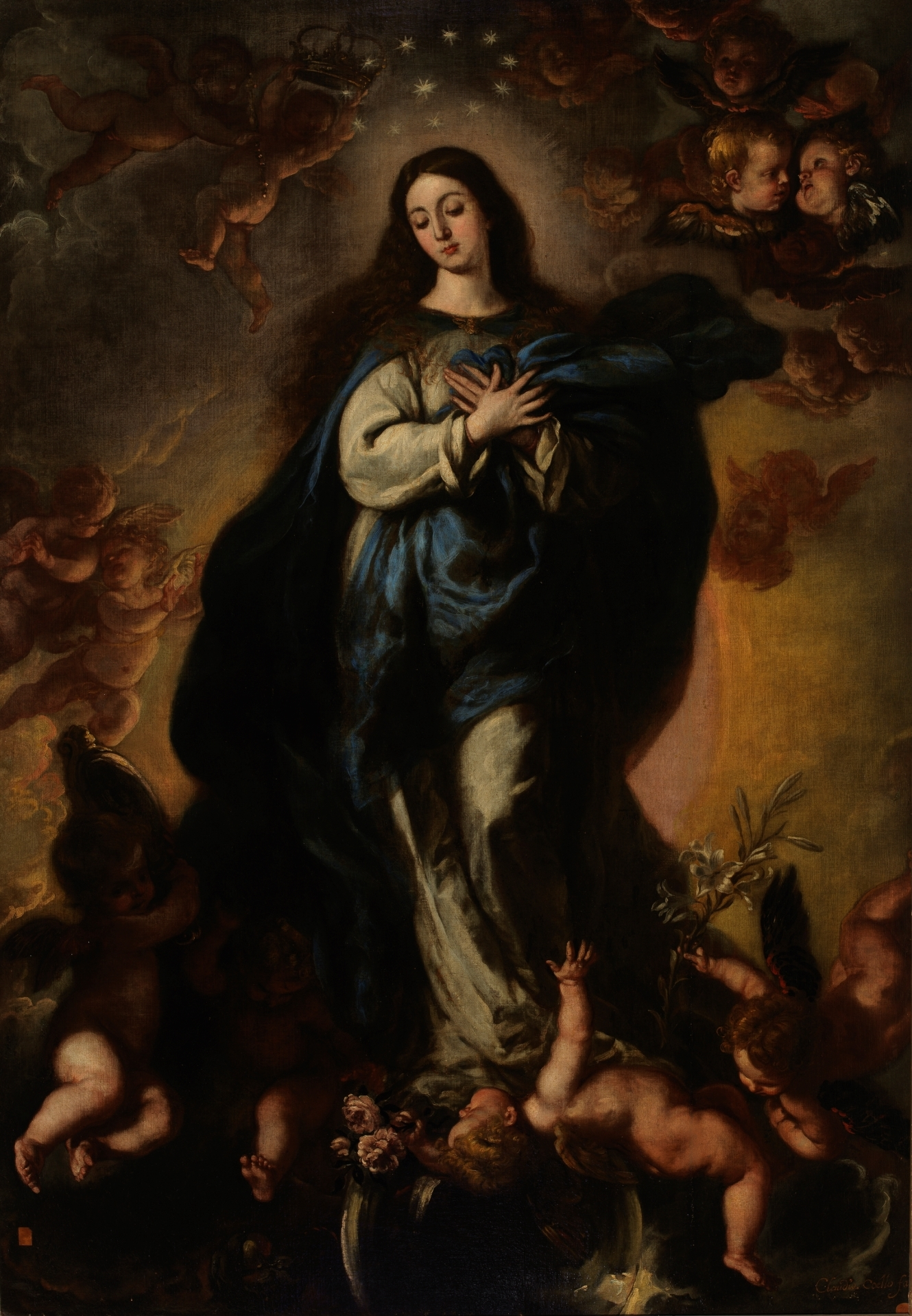
A Imaculada Conceição
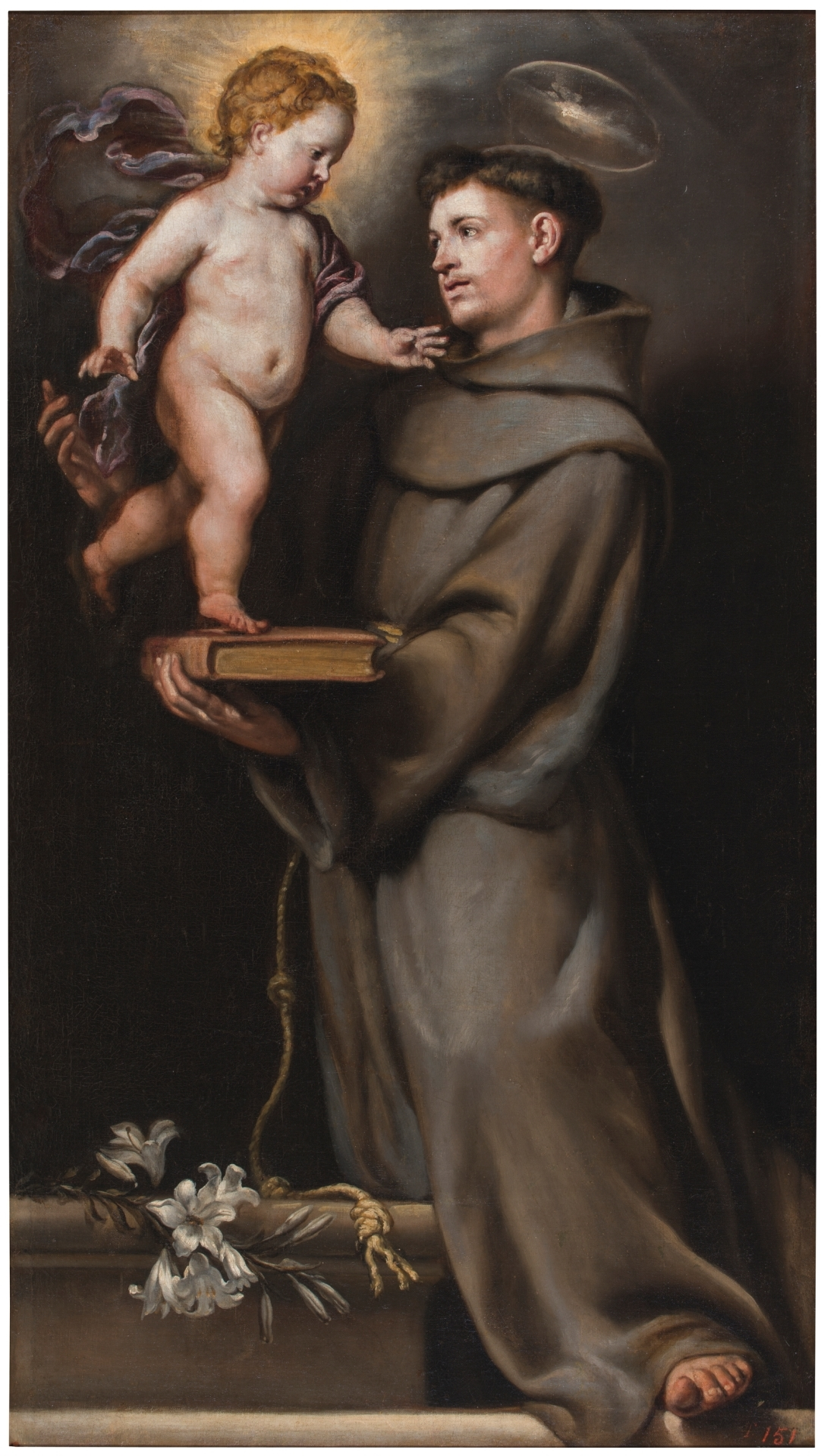
Santo Antônio de Pádua
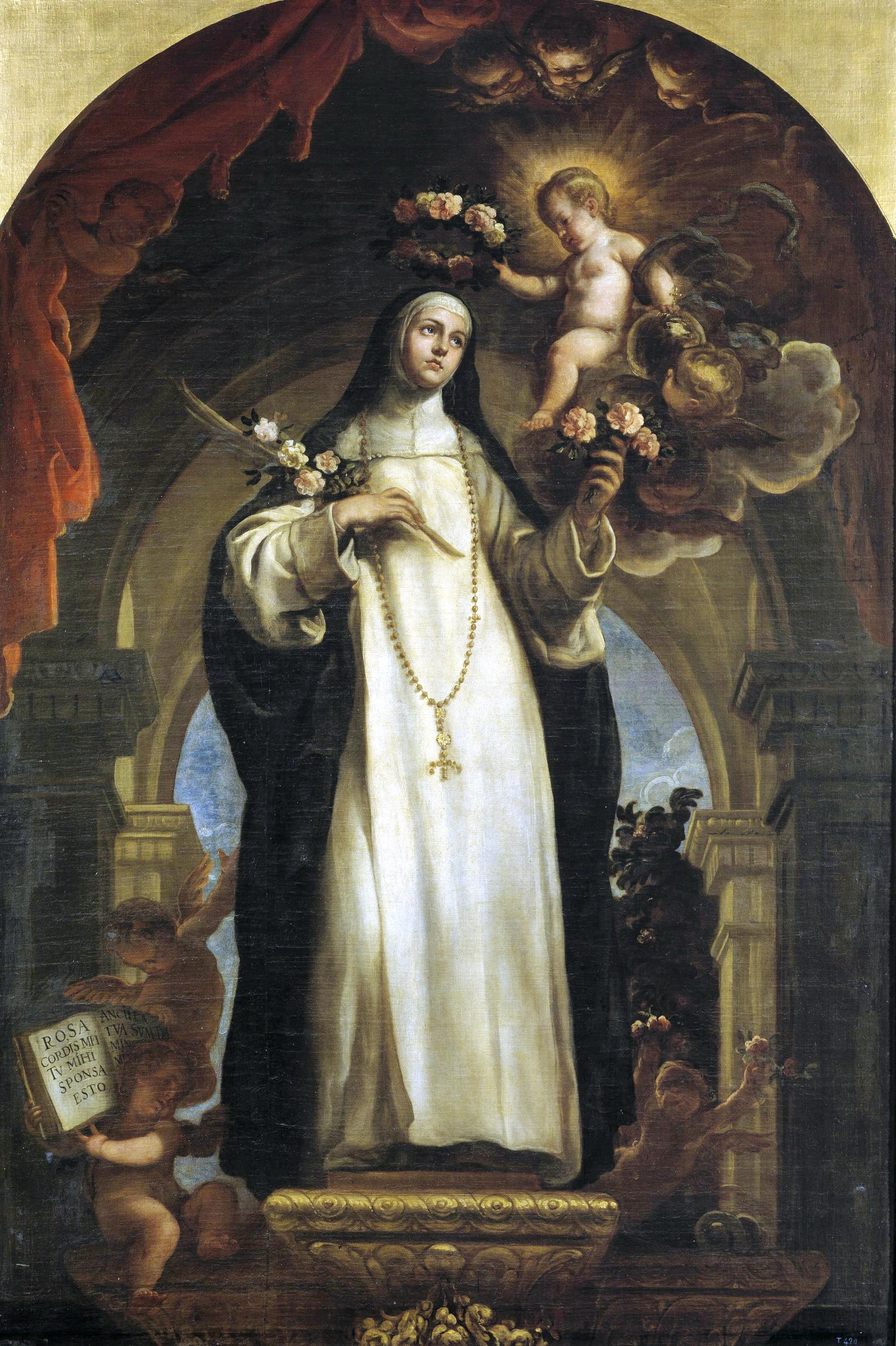
Santa Rosa de Lima
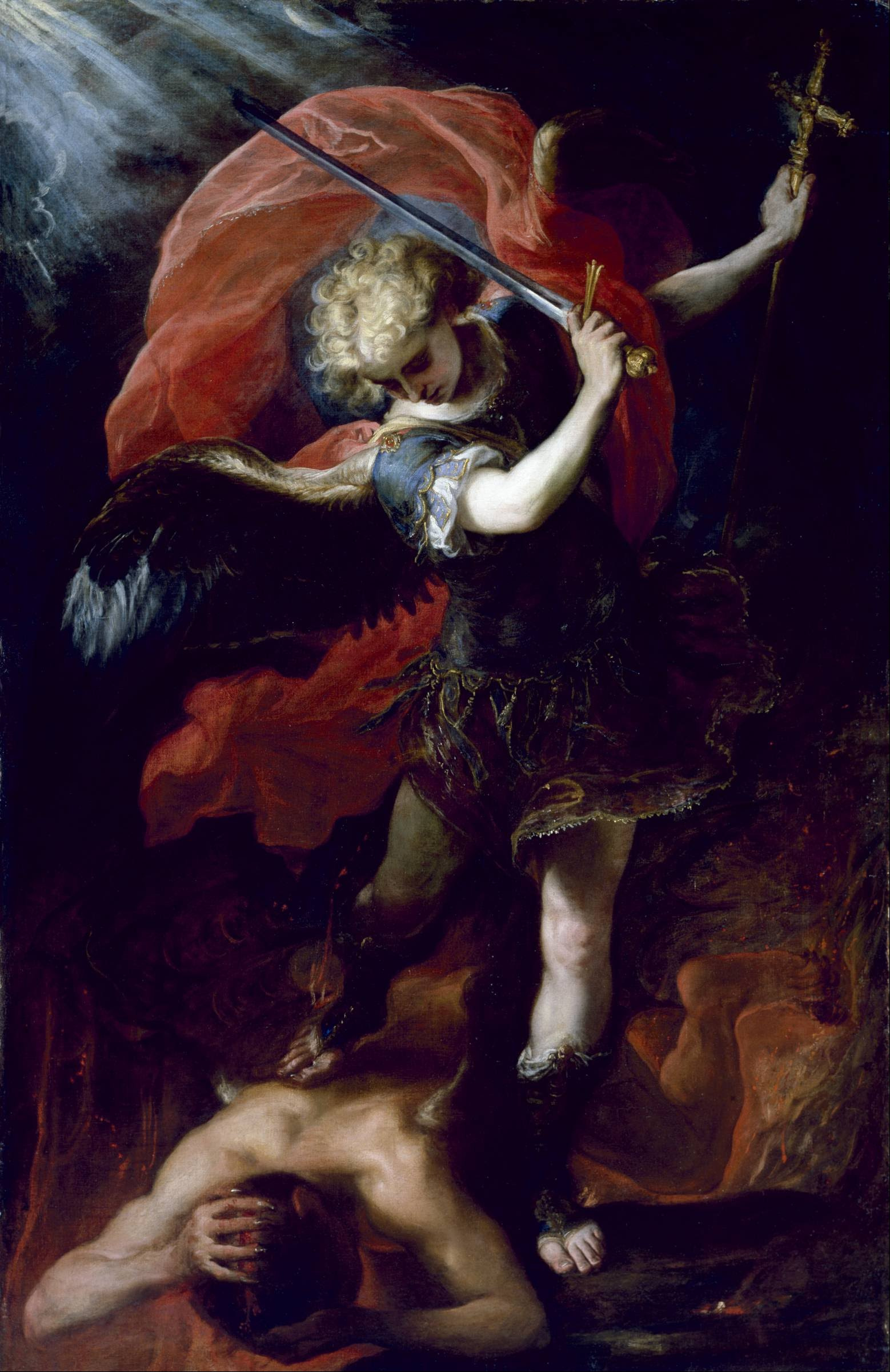
Arcanjo São Miguel
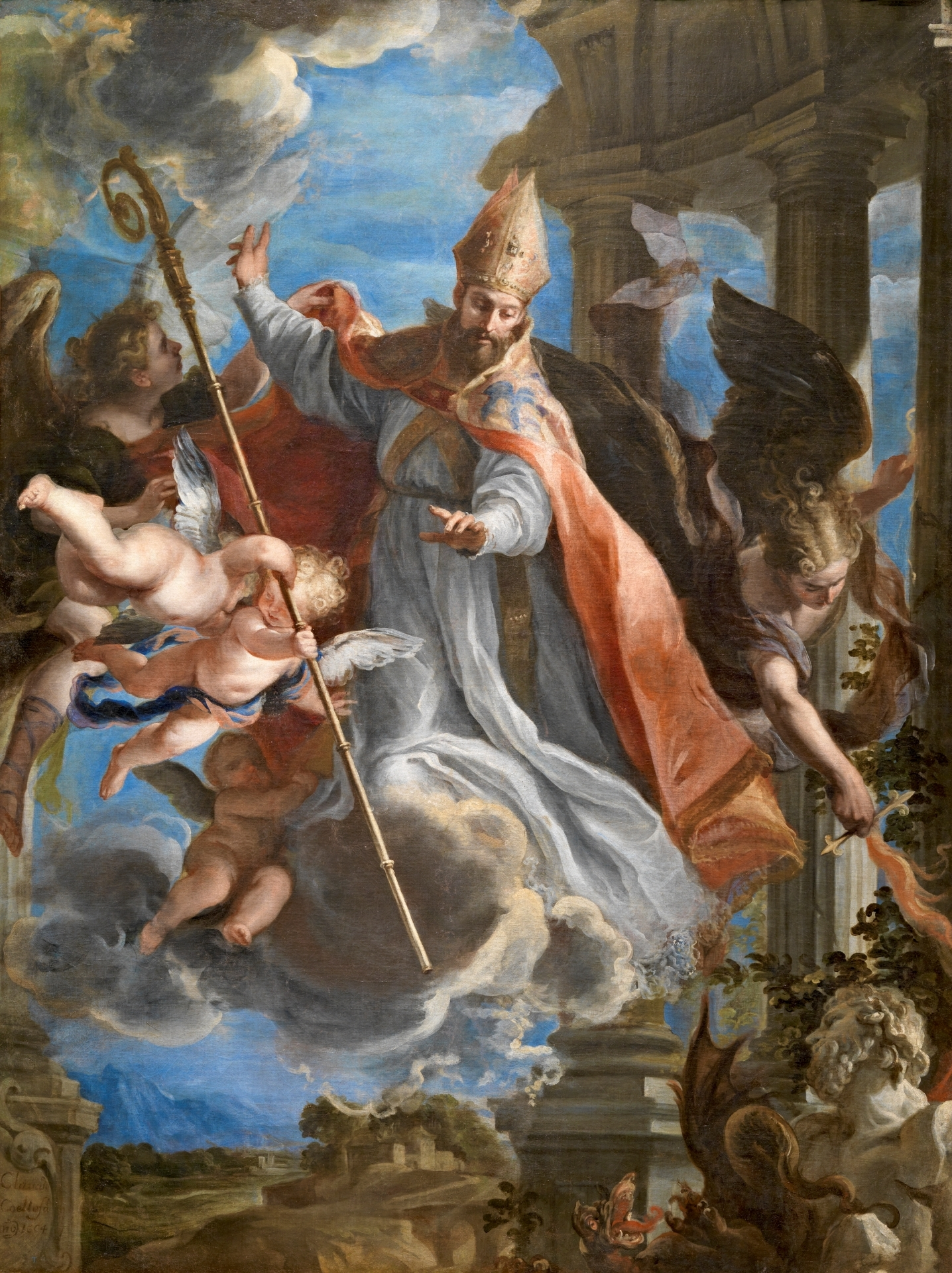
O Triunfo de Santo Agostinho de Hipona
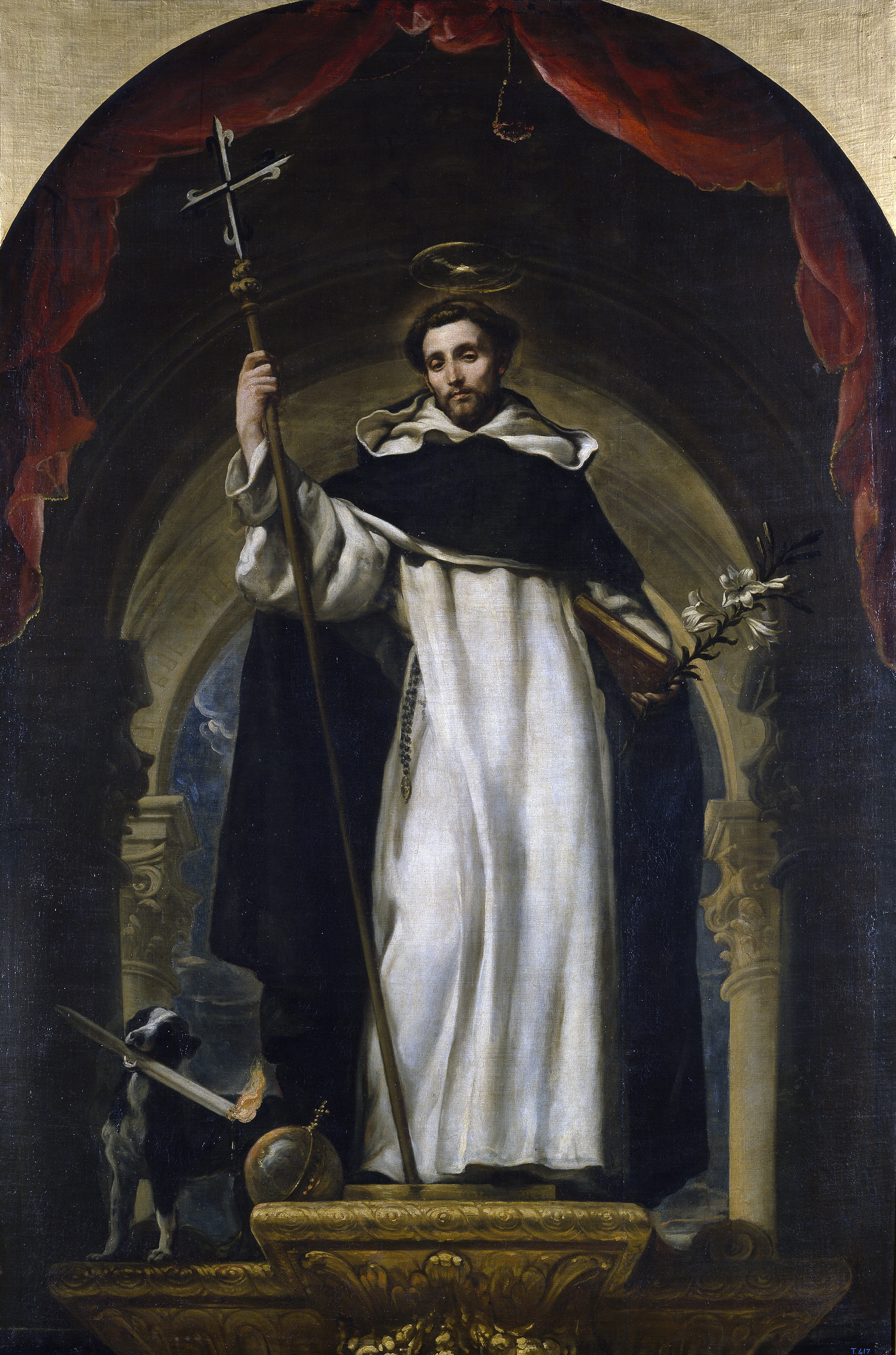
São Domingos de Gusmão (1685)
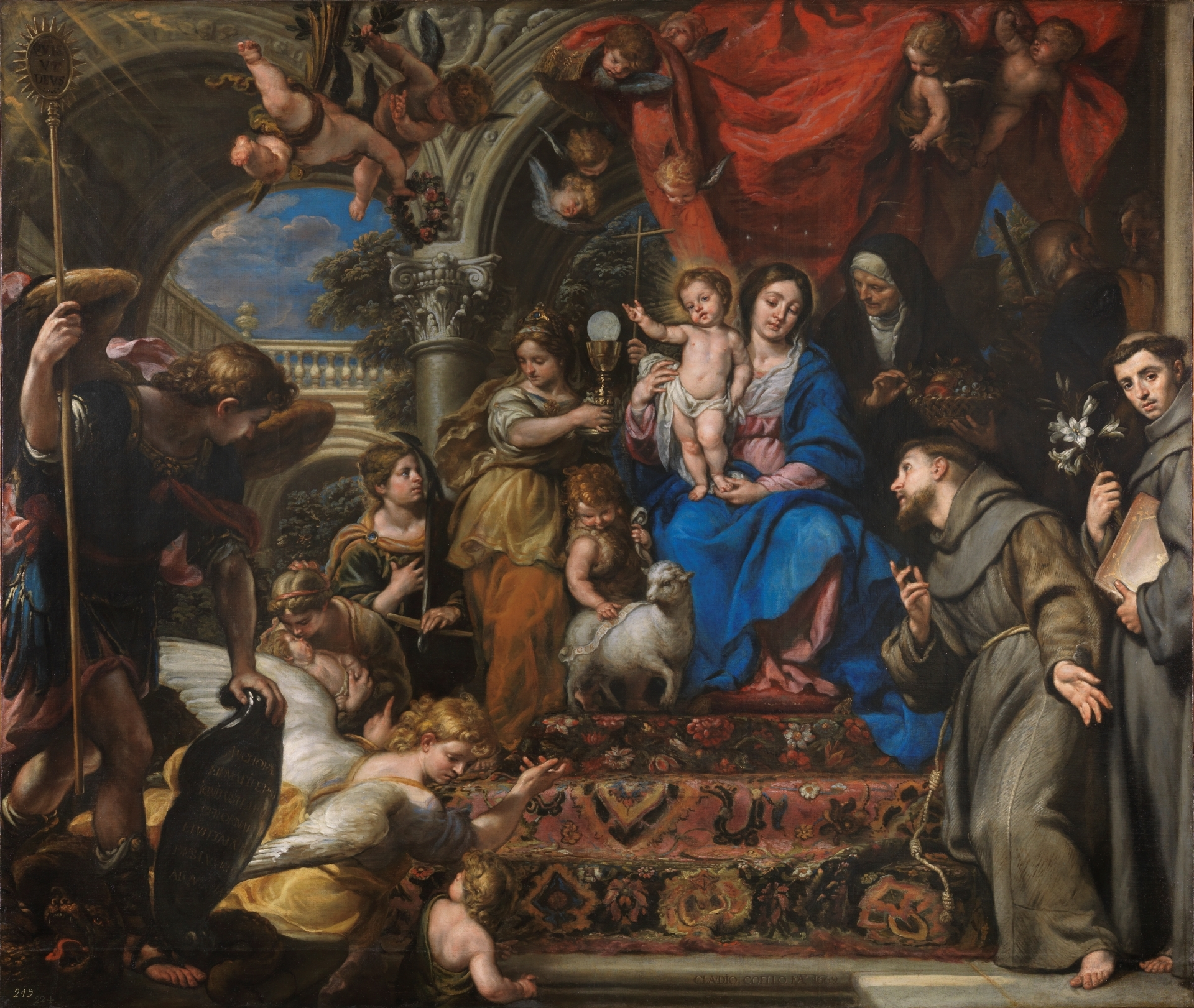
A Virgem e os Santos entre as Virtudes teologais e Santos (1669)